# Nasofaringe

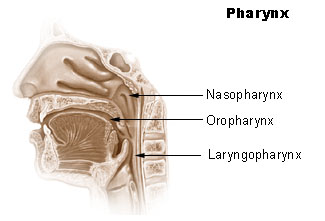

Nasofaringe ou parte nasal da faringe é uma região posterior à cavidade nasal, acima do palato mole. Possui função respiratória e é uma extensão das cavidades nasais, a partir de aberturas duplas, os cóanos. Porção que antecede a orofaringe na via respiratória.
É composta por tecido linfóide, que forma uma das porções do anel linfático de Waldeyer.
Está conectada à cavidade timpânica através da tuba auditiva, que permite a passagem de ar entre as cavidades e, consequentemente a manutenção do equilíbrio de pressão entre elas.

## Histologia
É revestida por epitélio respiratório (pseudoestratificado colunar ciliado). Este tipo de epitélio é produtor de secreção com presença de cílios que são responsáveis pela remoção do muco contaminado com microorganismos e partículas em direção à faringe. Difere-se da orofaringe, que é uma área sujeita a atrito por causa da passagem de alimento e, portanto, é revestida por epitélio estratificado pavimentoso.